# (2832) Lada
(2832) Lada es un asteroide perteneciente al cinturón de asteroides, descubierto el 6 de marzo de 1975 por Nikolái Stepánovich Chernyj desde el Observatorio Astrofísico de Crimea (República de Crimea).

## Designación y nombre
Designado provisionalmente como 1975 EC1. Fue nombrado Lada en homenaje a Lada, diosa de la mitología eslava.